# Rota Onorio
Rota Onorio (ur. 26 października 1919, zm. 14 września 2004)) – polityk z Kiribati. Spiker parlamentu od 1979 do 1982, tymczasowy prezydent Kiribati od 10 grudnia 1982 do 18 lutego 1983 roku, kiedy to tymczasowo ze stanowiska ustąpił Ieremia Tabai.
Jego córką jest Teima Onorio, wiceprezydent kraju od 2003 do 2016 roku. Oprócz niej jego czterej synowie to: Tiaon Onorio, Komeri Onorio, Bwarerei Onorio and Uriam Onorio.